# Черновские Выселки
Черновские Выселки — село Краснослободского района Республики Мордовия в составе Красноподгорного сельского поселения. 

## География
Находится на расстоянии примерно 13 километров по прямой на северо-запад от районного центра города Краснослободск.

## История
Упоминается с 1869 года, когда оно было учтено как казенная деревня Краснослободского уезда из 13 дворов, название по местной речке переселенцами из Краснослободска. 

## Население
Постоянное население составляло 62 человек (русские 98%) в 2002 году, 56 в 2010 году .